# Ophir
Pour les articles homonymes, voir Ophir (homonymie).
Ophir (en Hébreu אוֹפִיר) est un port ou une région mentionnée dans la Bible qui était connue pour sa richesse, notamment l'or. Le roi Salomon est censé en avoir reçu tous les trois ans une cargaison d'or, d'argent, de bois (probablement de santal), de pierres précieuses, d'ivoire, de singes et de paons. Ophir est également l'un des enfants de Yoktan.
Son emplacement reste indéterminé.

## Emplacement
Les disciples bibliques, les archéologues et diverses personnes ont essayé de déterminer l'endroit exact où était situé Ophir. Il semble que les bateaux revenant d'Ophir déchargeaient leur cargaison dans un port du Sinaï en provenance de la mer Rouge. Le port en question serait Ezion-Geber, qui est situé près d'Eilat, sur le bord de la mer Rouge, au pays d'Édom (1 Rois 9:26).
Pour certains, Ophir était situé quelque part dans le sud-ouest de l'Arabie, dans la région du Yémen moderne. D'autres le situent « en Inde », mais dans un temps où l’Éthiopie ou Érythrée était perçue comme étant en Inde (« Inde mineure »).
Une autre possibilité serait le rivage africain de la mer Rouge, la Somalie actuelle, où Le Périple de la mer Érythrée, écrit au Ier siècle, situe le port d'Adulis. Cette région a de plus une longue tradition d'extraction minière, artisanale et communautaire. Une chose est sûre, c'est que cette région est supposée être proche du royaume de la Reine de Saba, commanditaire des envois de marchandises. Selon la légende, son fils Ménélik Ier fut roi d'Éthiopie, ce qui accréditerait cette dernière thèse.
En 1568, découvrant les Îles Salomon, Alvaro de Mendaña y vit Ophir et nomma les îles en conséquence. En 1647, Gaspar Escalona de Agüero, dans son Gazophilatium regium Perubicum, en particulier sur le magnifique frontispice, fait du Pérou et des mines de Potosi un nouvel Ophir. Cela lui permet d'apparenter le roi Salomon avec son souverain Philippe IV d'Espagne.
En 1845, Étienne Quatremère a publié un Mémoire sur le pays d'Ophir qui retrace les meilleures hypothèses émises quant à la localisation de cette contrée rendue célèbre par les anciens rois de Judée.
Vers 1870, l'explorateur allemand Karl Mauch pensait avoir trouvé Ophir au Zimbabwe actuel, plus précisément dans le Grand Zimbabwe, où une cité perdue est considérée comme la plus grande construction en pierre de la zone sub-saharienne précoloniale. Mauch ne croyait pas que cette réalisation ait été l’œuvre des ancêtres des tribus locales. Le Grand Zimbabwe avait été un centre de production aurifère et un lieu de commerce pour une partie du Sud de l'Afrique.
Ces interprétations ne sont pas sans lien avec l'essor de la colonisation européenne en Afrique du Sud et la recherche de la mythique cité de l'or dans le Zanguebar, la « Côte des Noirs » (زنگبار Zanj, Zanji-bar) exploité depuis des siècles par les colonisateurs arabes, tout comme était recherché l'Eldorado en Amérique du Sud. Mais des recherches archéologiques plus poussées démentirent tout lien avec Ophir, démontrant que la construction du Grand Zimbabwe était d'origine purement africaine[réf. souhaitée].

## Dans la fiction

### Ophir et la littérature

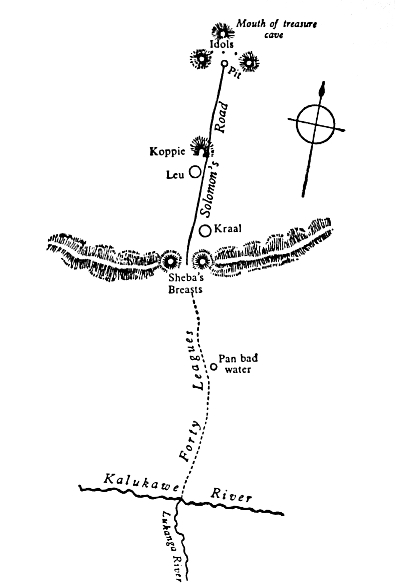
Carte dans Les Mines du roi Salomon indiquant l'itinéraire menant aux mines, à travers le pays des Koukouanas (illustration dans l'édition de 1885).

En 1699 est publié un traité politique utopique d'un auteur anonyme allemand, Der wohleingerichtete Staat... (L'État bien organisé du royaume d'Ophir...),, réédité sous un titre différent en 1704 puis récemment en 1987.
En 1885 l'écrivain britannique Henry Rider Haggard publie Les Mines du roi Salomon, roman qui localise les fameuses mines d'Ophir derrière des montagnes du pays “Mashoukouloumbwé”, au confluent du Zambèze et du Luangwa, en actuelle Zambie, dont parle John Harrison Clark (en).

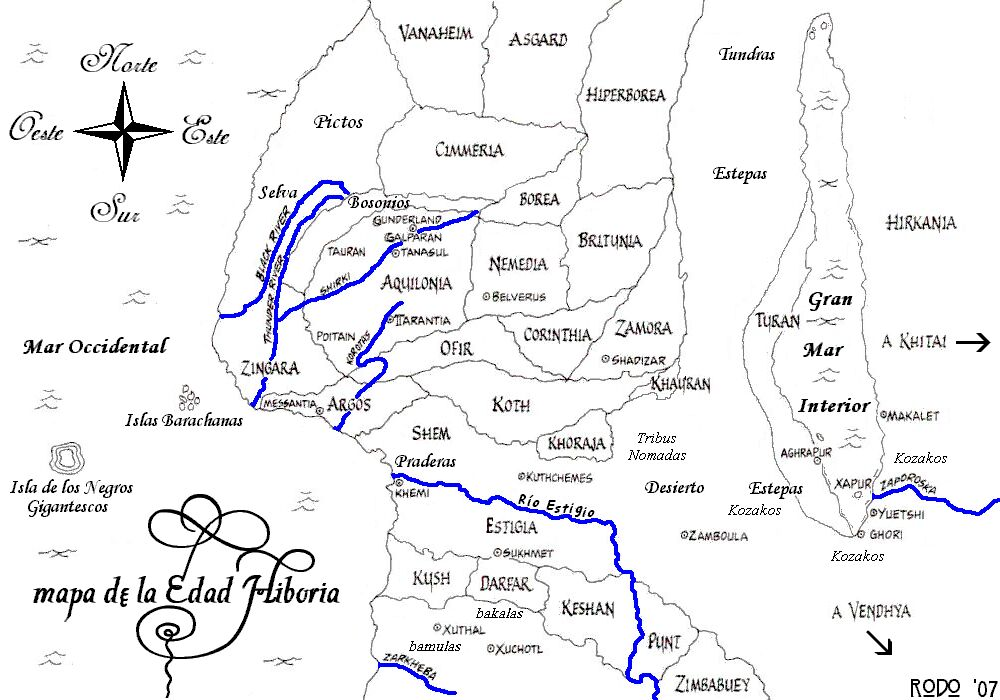
Carte de la partie occidentale du monde durant l'Âge Hyborien (en espagnol).

En revanche, dans le cycle de Conan le barbare créé en 1932 par l'auteur américain Robert E. Howard, Ophir est un territoire de l'Âge hyborien, qui correspond à un pays ressemblant, par ses habitants, son climat et sa végétation, au sud de l'Europe centrale[réf. nécessaire].

### Ophir et le cinéma
Plusieurs films, dès les années 1930, et jusqu'à Allan Quatermain et la Cité de l'or perdu en passant par Les Mines du roi Salomon, ont exploité le mythe d'un Ophir africain.
L'Ophir est aussi mentionné dans le film La Cité disparue de Henry Hathaway.
En Israël, les Ophirs sont des récompenses de cinéma décernées par l'Académie israélienne du film et de la télévision.

### Ophir et la télévision
La série franco-belge Les mystérieuses cités d'or la fait également apparaitre en tant que cinquième cité.

### Ophir et la bande dessinée
Ophir est découverte par Donald Duck et ses amis dans la bande-dessinée Les sept fantastiques Caballeros (moins quatre)  de Don Rosa (2005). Elle y est présentée comme la fameuse cité perdue de Z tant cherchée par Percy Fawcett.
Ophir est le thème du deuxième tome de la trilogie Les Aventuriers du Transvaal, La mystérieuse cité d'Orphir, de Bernard Köllé et Jean-Claude Bartoll (2020).
Ophir apparaît également dans le troisième tome de la série Le lion de Judah de Stephen Desberg et Hugues Labiano (2022). On y découvre la légende de cette ville, mais également ses ruines.